# Latin Modern

Demonstration der LM Fonts

Latin Modern (auch: LM Fonts) ist eine Familie von Schriftarten, die ursprünglich zur Verwendung mit TeX entwickelt wurde; die Schriften können aber auch unabhängig von TeX eingesetzt werden. Latin Modern stellt eine überarbeitete Fassung der bekannten Zeichensätze aus der Familie Computer Modern von Donald E. Knuth dar.
Latin Modern und cm-super lassen sich unter anderem am unterschiedlich gestalteten scharfen S unterscheiden.

## Eigenschaften
Die Latin-Modern-Schriften sind PostScript-Type-1-Schriften, die mit Hilfe von METAPOST und METATYPE1 erstellt sind. Der Großteil der Schriften
liegt auch im neueren OpenType-Format vor.
Im Gegensatz zu den cm-super-Schriften unterstützen die Latin-Modern-Schriften nur eine Auswahl von Entwurfsgrößen, die sich an die Originalschriften von Knuth anlehnt.
Das Repertoire der Latin-Modern-Schriften umfasste im September 2008 unter anderem die  Kodierungen OT1, T1 (Cork), QX (eine Kodierung für die baltischen Sprachen) und T5 (vietnamesisch).

## Lizenz
Die Latin-Modern-Schriften sind freie Software. Sie werden unter der GUST Font License veröffentlicht, die rechtlich der LaTeX Project Public License (LPPL), Version 1.3c entspricht.